# Coupe en crâne
Une coupe en crâne est une coupe à boire faite d'un crâne humain. L'emploi du crâne d'un ennemi tué au combat pour en faire une coupe à boire est attesté chez de nombreux peuples de l'Antiquité et du Moyen Âge, notamment chez les nomades de la steppe eurasienne.

## Eurasie

### Paléolithique récent

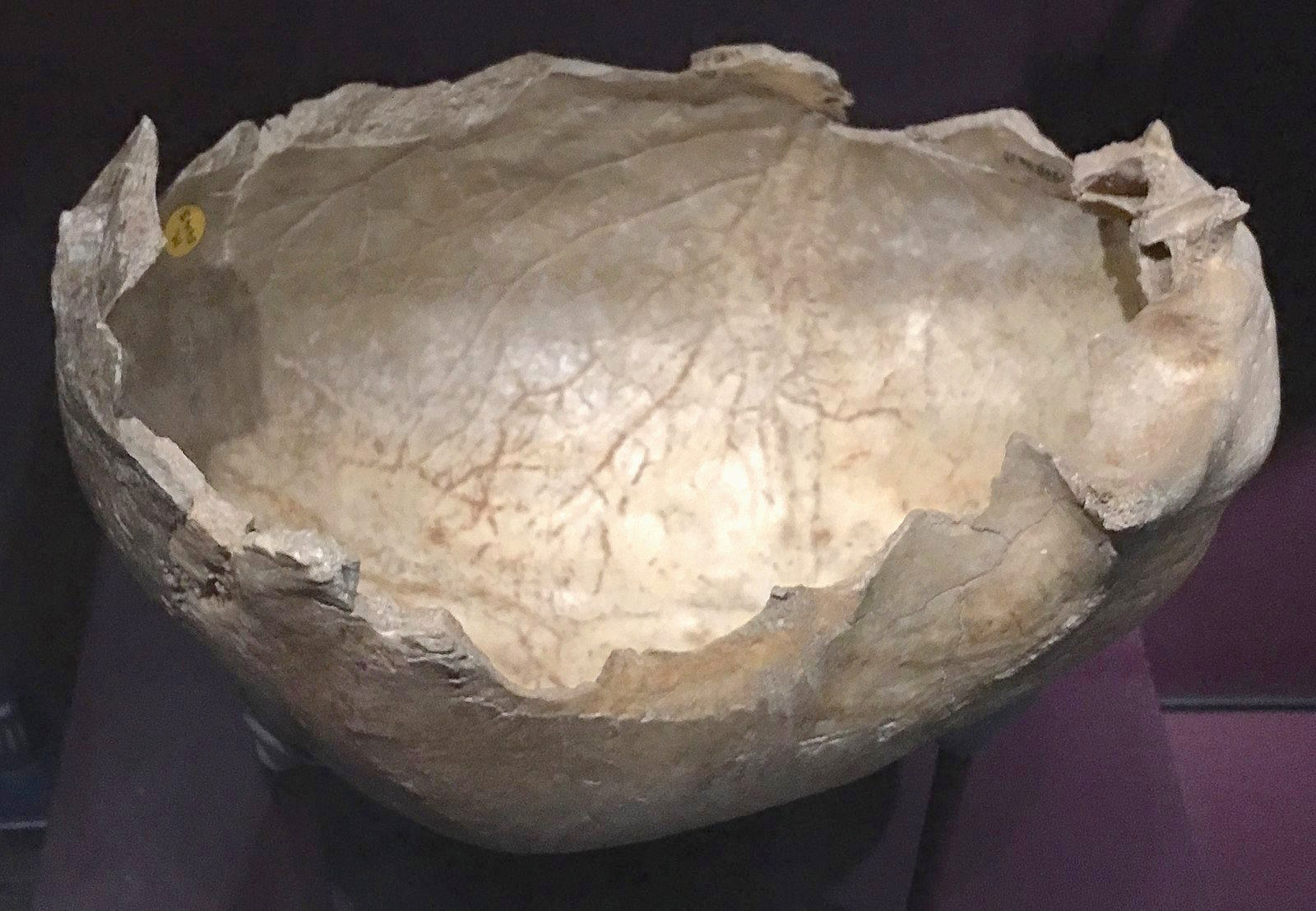
Coupe préhistorique découverte dans la grotte de Gough, en Angleterre.

Des restes humains anciens découverts dans la grotte de Gough en Angleterre, prouvent que les Magdaléniens utilisent des coupes (pour boire) réalisées avec des crânes humains. Pour certains chercheurs, cette pratique pourrait faire partie d'une sorte de cérémonial funéraire par lequel les vivants s'approprient le corps du défunt en le consommant et en buvant dans son crâne.

### Antiquité
Selon Hérodote, les Scythes utilisent les crânes de leurs plus grands ennemis pour en faire des coupes à boire. « Ils scient le crâne au-dessous des sourcils, et le nettoient. Les pauvres se contentent de le revêtir par dehors d'un morceau de cuir de bœuf, sans apprêt : les riches non seulement le couvrent d'un morceau de peau de bœuf, mais ils le dorent aussi en dedans, et s'en servent, tant les pauvres que les riches, comme d'une coupe à boire. ».
En Chine, en 453 av. J.-C., le crâne du chef de l'État de Jin vaincu est décoré et offert, en guise de hanap, au chef de l'État de Zhao, Ying Wuxu.
Le Shiji raconte qu'en 165 av. J.-C., « le souverain des Yuezhi ayant été tué par les Hiong-nou, ceux-ci le décapitèrent, scièrent son crâne à hauteur des arcades sourcilières, en firent une coupe à boire,. ».
En Europe, l'usage de boire dans les crânes des ennemis est également attesté chez certains peuples celtes comme les Boïens et les Scordiques. Claude Sterckx explique dans son ouvrage Mythologie du monde celte que boire dans le crâne de son ennemi ou d'un guerrier permettait d'absorber sa force, son énergie vitale. Cette croyance est également bien attestée dans les textes mythologiques et épiques de l'Irlande.

### Moyen Âge

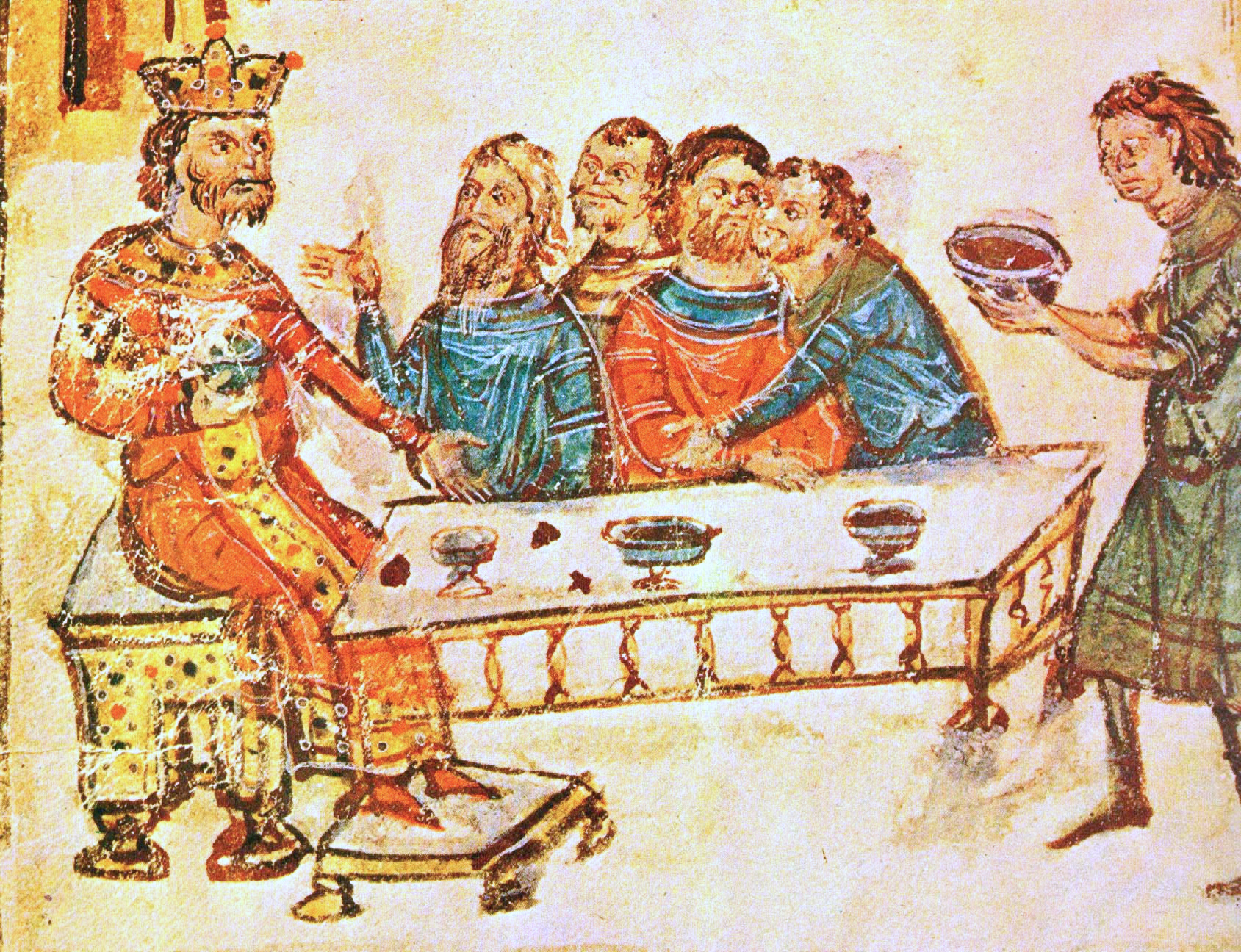
Le khan bulgare Krum festoie avec ses boyards pendant qu'un serviteur apporte la coupe à boire —pleine de vin— pratiquée dans le crâne de l'empereur byzantin Nicéphore Ier.

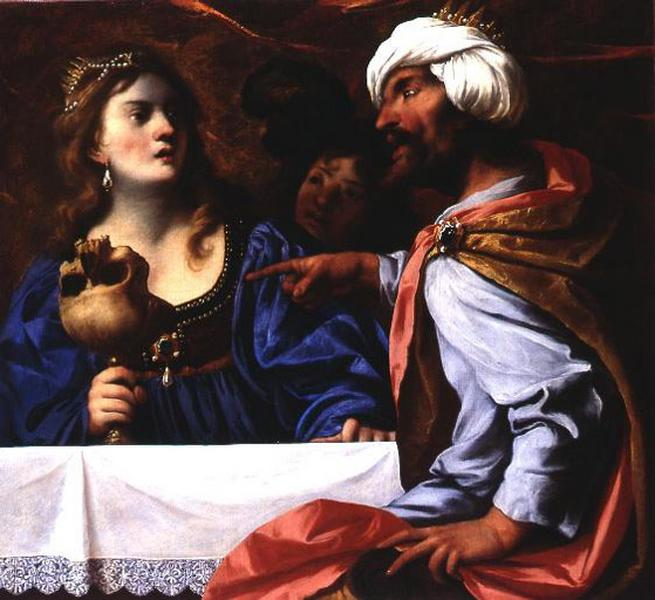
Rosemonde forcée de boire dans le crâne de son père, par Pietro della Vecchia (XVIIe siècle).

Au VIe siècle, le roi des Lombards Alboïn oblige, lors d'un banquet, son épouse Rosemonde à boire dans une coupe faite du crâne de son propre père, le roi des Gépides Cunimond, vaincu et décapité par le roi lombard.
Krum, khan des Bulgares, vainqueur en 811 de l'empereur byzantin Nicéphore Ier, se sert du crâne de ce dernier comme d'une coupe à boire lors d'un banquet.
En 972, le grand-duc russe Sviatoslav de Kiev, tué au combat par Kurya, khan des Petchénègues, a son crâne transformé en coupe.
Au XIIe siècle, Guibert de Nogent rapporte dans son Histoire des Croisades que le crâne du chevalier français Gervais de Bazoches, exécuté par les Turcs en 1108, est transformé en coupe à boire.
L'historien byzantin Georges Acropolite prétend que le crâne de l'empereur Baudouin de Constantinople est transformé en coupe à boire par le tsar bulgare Kaloyan.
Selon le témoignage direct d'un voyageur hongrois, les Mordves entretiennent encore au XIIIe siècle la coutume de faire des coupes avec des crânes humains.
En 1510, le souverain turco-mongol Mohammad Shaybânî est vaincu et tué par le Chah séfévide Ismail Ier ; son crâne, incrusté de pierres précieuses, sert, dit-on, de coupe à boire à son vainqueur.
Dans l'Edda, dans la Chanson des Nibelungen et dans le Chant du Cygne de Ragnar Lodbrok, il n'est question pour les héros que de boire la bière écumante dans le crâne de leurs ennemis. 
Au Japon, le daimyō Oda Nobunaga aurait conservé les crânes de ses ennemis Azai Nagamasa, Azai Hisamasa et Asakura Yoshikage pour en faire des tasses (1573).

### Époque contemporaine
Dans son domaine de Newstead, le poète britannique Lord Byron (1788–1824) buvait dans une coupe confectionnée dans un crâne humain.
Au Pays de Galles, à la fin du XIXe siècle, le crâne de Saint Théleau était toujours utilisé comme calice pour boire l'eau à la fontaine qui lui était consacrée dans des rites de guérison
En Asie du Sud-Est, les Dayak avaient la réputation de faire des coupes à boire dans des crânes merveilleusement ciselés.
Lors de rituels propres au tantrisme hindou et au bouddhisme tantrique, on utilise un kapala, une coupe faite à partir d'un crâne humain utilisée comme récipient.

## Afrique

### Époque contemporaine
Les Fang du Gabon et certaines tribus du Cameroun se livraient à des libations rituelles avec des coupes crâniennes.
Le crâne du roi Ngue Nken, dans le trésor royal de Foumban, qui est ajusté sur un support et surmonté d'une statuette anthropomorphe creuse formant goulot, permettait au roi Nsangu de boire dans le crâne de son ennemi.

## Amérique précolombienne
La coutume de boire dans le crâne des ennemis pour en absorber les vertus est attestée chez certains peuples amérindiens d'Amérique du Sud.